# Maurice Audrain
Pour les articles homonymes, voir Audrain.
Maurice Audrain, né le 10 octobre 1903 à Corps-Nuds et mort le 22 mai 1965 à Noyal-sur-Vilaine, est un médecin et homme politique français. Il fut président du conseil général d'Ille-et-Vilaine de 1964 à 1965.

## Biographie
Médecin militaire de profession, Maurice Audrain est nommé maire de Noyal-sur-Vilaine par arrêté préfectoral en date du 20 juin 1942 et le demeure jusqu'à la Libération. Il retrouve son siège de premier édile en 1945 et conserve ce poste jusqu'à son décès.
En 1951, sous l'étiquette du Rassemblement des gauches républicaines, il fait son entrée au conseil général en étant élu dès le premier tour dans le canton de Châteaugiron. Reconduit dans cette fonction à deux reprises, il accède à la présidence de l'assemblée départementale le 18 mars 1964, succédant à Robert de Toulouse-Lautrec.
Malade, il meurt à son domicile de Noyal-sur-Vilaine le 22 mai 1965,.